# Relations entre le Népal et le Tibet
Le Népal et le Tibet ont connu des relations spirituelles, culturelles et politiques marquées.
Le mot Népal serait, selon certains specialistes, d’origine tibétaine, Né signifiant « lieu de pèlerinage » et Pal dérivé de bal, « la laine ». Les Tibétains, qui depuis longtemps y exportent la laine, appellent encore aujourd'hui le Népal Bal-yul en tibétain : བལ་ཡུལ, « le pays de la laine ».

## Relations sous les rois tibétains et népalais

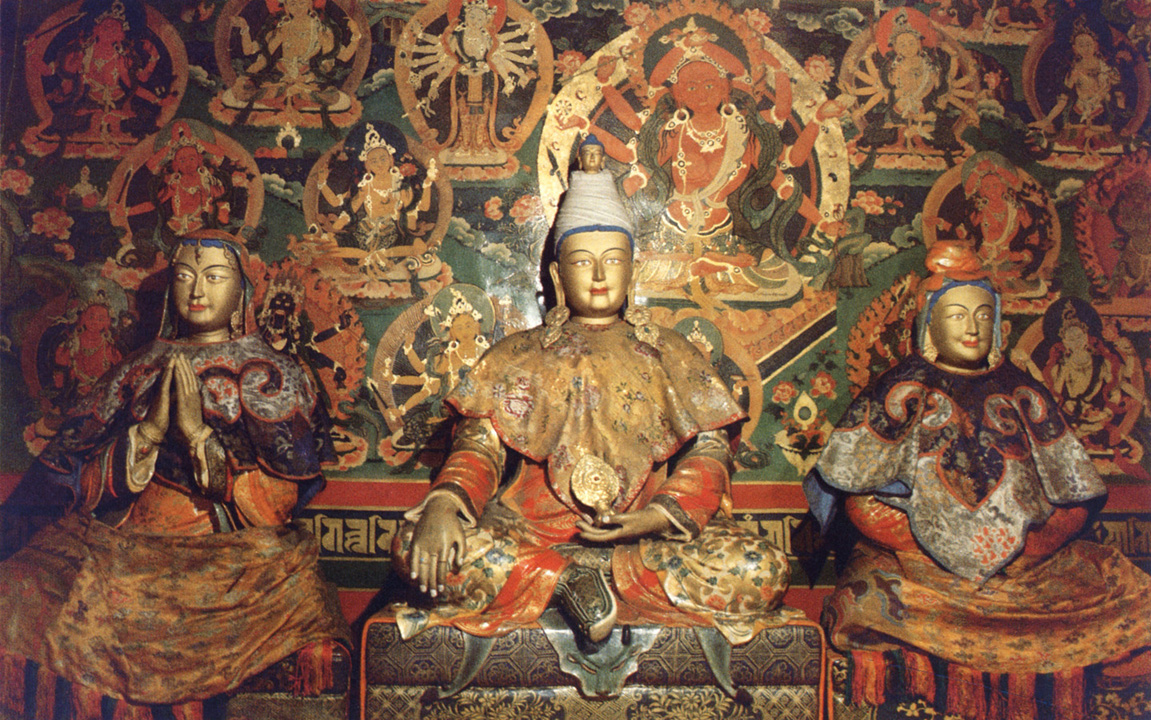
Songtsän Gampo, empereur du Tibet (au centre) Princesse Wencheng, chinoise (à droite) et Princesse Balmobza 'Khribtsun, népalaise (à gauche)

En 639, le roi du Tibet Songtsen Gampo épousa la princesse Bhrikuti Devi, fille du roi népalais Amshuvarman, initiant des relations commerciales, culturelles et spirituelles. Les architectes newars de la vallée de Katmandou ont construit les premiers temples et monastères bouddhistes au Tibet.
La plupart des Tibétains qui recherchèrent en Inde une formation passèrent par le Népal, où ils recevaient aussi des enseignements bouddhiques de maîtres népalais. 
Le col de Nathu La entre le Tibet et le Sikkim n’a été ouvert qu’au XVIIe siècle. Le Népal et, dans une moindre mesure, le Ladakh détenaient donc la route des échanges commerciaux et culturels entre le Tibet et l’Inde.

## Relations sous les dalaï-lamas et les rois népalais
Des relations commerciales existaient entre le Tibet et le Népal depuis le début du XVIIe siècle. Sous la monarchie népalaise des Malla, le ministre d'état Bhima Malla se rendit à Lhassa où il négocia un traité de commerce.
En 1650, le 5e dalaï-lama signa un traité avec le roi de Patan, Siddhi Narasimha Malla, autorisant le Népal à frapper la monnaie avec des lingots d’argent fournis par les tibétains. Les rois Malla touchaient alors une commission de 12 %. Cette monnaie eut cours au Tibet, jusqu’en 1792, quand le gouvernement tibétain frappa sa propre monnaie,.
En 1769, le chef de la principauté de Gorkha, Prithvi Narayan, unifie plusieurs États indépendants des contreforts de l'Himalaya en un royaume, le Népal, dont il devient le premier souverain. Il coupe les voies de commerce traditionnelles entre l'Inde et le Tibet au grand dam des Anglais.

### Traité entre le Népal et le Tibet de 1790
En 1788, le Népal annexe le Sikkim.
À la suite d'une querelle entre le Népal et le Tibet, les forces gurkha, envoyées par le roi du Népal, Rana Bahadur, pénètrent au Tibet au printemps 1788, occupant un certain nombre de postes-frontières, pour finalement s'en retirer l'année suivante sous certaines conditions : les Tibétains doivent verser au Népal 11 tonnes d'argent par an.
En 1790, en raison de litiges commerciaux liés à la monnaie népalaise, l’armée népalaise vainc l’armée tibétaine et envahit le Tibet jusqu’au dzong de Shékar (à environ 100 km du Népal) débouchant sur la signature d’un traité inégal entre le Népal et le Tibet, l’accord népalo-tibétain de 1790 qui prévoyait notamment le payement d’une annuité de 50 000 roupies. Le traité est désavoué par Jamphel Gyatso, le 8e dalaï-lama.

### Traité entre le Népal et le Tibet de 1792
En 1791, 18 000 soldats népalais marchent vers Shigatsé car le Tibet prétextant l’absence de ratification de l’accord par le 8e dalaï-lama n’a pas payé l’annuité. En 1792, l’armée mandchoue de la dynastie Qing et l’armée tibétaine écrasent l’armée népalaise.
Un nouveau traité est signé, abrogeant le précédent. Le Népal n’a plus le droit de frapper la monnaie pour le Tibet, mais les privilèges commerciaux sont maintenus. La mission diplomatique népalaise est établie à Lhassa.

### Traité entre le Népal et le Tibet de 1856

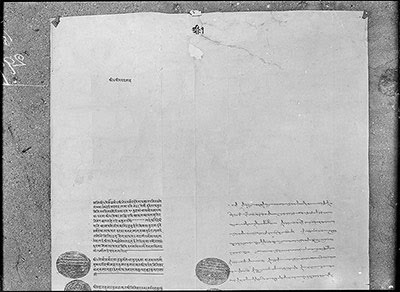
Traité entre le Népal et le Tibet de 1856

En 1846, sous le Raj britannique, le commandant en chef Jang Bahadur, devient Premier ministre et s’arroge les pouvoirs du Roi du Népal maintenu de façon symbolique. Insatisfait de l’accord avec le Tibet de 1792, Jang Bahadur envahit le Tibet jusqu’à Kyirong. Le 24 mars 1856, un traité est signé entre le Tibet et le Népal. 
Ce traité donna au Népal le droit de nommer ses envoyés au Tibet, les Vakil ou Bhardar,. Selon Charles Bell, ils ne devaient pas être choisis parmi la communauté newar. Entre 1856 et 1956, 20 agents népalais se succédèrent à Lhassa. Avant 1856 et depuis le milieu du XVIIe siècle, selon la tradition, un Nayak était nommé, généralement, il s'agissait du chef des commerçants népalais au Tibet. 

#### Le Népal s'est basé sur ses traités avec le Tibet pour adhérer à l'ONU
En 1955, pour adhérer à l'ONU, le Népal prouva sa souveraineté sur la base de ses traités avec le Tibet, les seuls traités internationaux dont ce pays disposait,,.

#### Abrogation
En 1956, le traité de 1856 est abrogé par un accord commercial signé par la République populaire de Chine et le Népal. 
Après l'abrogation du traité, la mission diplomatique du Népal à Lhassa n’est plus qu’un consulat. Cependant, à ce jour, le Népal reste le seul pays disposant d’une représentation diplomatique à Lhassa.

### Appel du Tibet à l'ONU
Environ un mois après l’entrée des troupes chinoises au Tibet, le gouvernement tibétain lança un appel aux Nations unies. Le Népal, voisin du Tibet exprima sa sympathie pour le Tibet, sans apporter son aide.

### Relations entre le Népal et les Tibétains en exil
Après l’exode tibétain de 1959, environ 20 000 Tibétains ont trouvé refuge au Népal où ils ont participé à l’activité économique dans les domaines du tourisme et de l’artisanat. La fabrication et la vente de tapis tibétains représente la seconde source de revenus en devises étrangères du Népal. 
À partir de 1960, la guérilla tibétaine entraînée par la CIA mena depuis le Mustang au Népal des actions clandestines au  Tibet. En 1973, ces bases sont démantelées du fait de dissensions internes, de l’interdiction proclamée par le dalaï-lama d’un recours aux armes, de l’arrêt de in de l’assistance de la CIA, amorcée dès 1966 et accélérée à la suite de la visite du Président Richard Nixon en Chine en 1972, et des pressions de la Chine sur le gouvernement népalais.
De 1959 à 1980, le gouvernement chinois décrète la fermeture des frontières tibétaines. 
En 1982, à la suite de la politique de libéralisation de Deng Xiaoping, la frontière népalo-tibétaine est rouverte et en 1984, la route entre Katmandou et Lhassa est créée suivie d’une liaison aérienne.
Pendant plusieurs années, des milliers de Tibétains fuient clandestinement le Tibet en passant par le Népal. Avec l’accord du gouvernement népalais et l’aide du Haut Commissariat des Nations unies pour les réfugiés, le gouvernement tibétain en exil ouvre un Centre d’accueil des réfugiés à Ichangu, près de Katmandou.
En 2005, le Népal ferme le Bureau du Tibet à Katmandou.
Au cours de l'élection du Premier ministre tibétain de 2011, au Népal, les urnes et leurs bulletins de vote des Tibétains en exil furent confisqués par la police népalaise une heure avant la clôture du vote à la demande du ministère de l’intérieur népalais, sous l'influence du gouvernement chinois,. Le Parlement tibétain en exil s'adressa à l’Organisation des Nations unies et à Amnesty International pour des démarches visant à récupérer les urnes disparues.

## Liaison ferroviaire entre le Népal et le Tibet
La ligne ferroviaire Chine-Népal devrait permettre de relier en 2023 Katmandou à Shigatsé en région autonome du Tibet, au sein de la Ligne ferroviaire Qing-Zang, reliant la province du Qinghai et la région autonome.

## Autre lecture
- Prem Raman Uprety, Nepal-Tibet relations, 1850-1930: years of hopes, challenges, and frustrations, Puga Nara, 1980